# Колтун, Фёдор
Фёдор Колтун (15 марта 2000; Белоруссия, Минск) — профессиональный белорусский и российский кикбоксёр, боксёр, мастер спорта международного класса по тайскому боксу, тренер. Участник международных и всероссийских соревнований стран и мира.

## Биография
Фёдор родился 15 марта 2000 года в Минске.
После школы поступил и окончил вуз: БГУ (Факультет международных отношений). Менеджмент, очное отделение.
С детства занимался спортом, выигрывал юниорские чемпионаты, после чего побеждал на чемпионатах стран и мира среди мужчин.

## Чемпионаты
- 2015 — Чемпионат Беларуси (юниоры, К-1, 67 кг)
- 2015 — Чемпионат Европы (юниоры, К-1, 67 кг)
- 2015 — Чемпионат Беларуси (67 кг)
- 2016 — Чемпионат Беларуси (71 кг)
- 2017 — Чемпионат мира (класс Б) IFMA, 71 кг
- 2020 — Чемпионат Беларуси (+91 кг)
- 2021 — Чемпионат Беларуси (+91 кг)
- 2021 — Игры содружества (+91 кг)
- 2021 — Чемпионат мира (+91 кг)
- 2022 — Чемпионат Европы (+91 кг)

## Звания и награды
- Мастер спорта международного класса по тайскому боксу[6]